# Perla horvati
Perla horvati är en bäcksländeart som beskrevs av Ignac Sivec och Bill P.Stark 2002. Perla horvati ingår i släktet Perla och familjen jättebäcksländor. Inga underarter finns listade i Catalogue of Life.